# Pulaski (Tennessee)
Pulaski é uma cidade localizada no estado norte-americano de Tennessee, no Condado de Giles.

## História
A cidade foi fundada em 1809.
O nome da cidade é uma homenagem a um herói da Guerra da Independência Kazimierz Pułaski, de origem polaca ou polonesa.
Ficou conhecida por  ter sido fundado nesta cidade em 1865 o Ku Klux Klan por 6 ex-membros do exército confederado. John C. Lester, John B. Kennedy, James R. Crowe, Frank O. McCord, Richard R. Reed e J. Calvin Jones fundaram nesta cidade o Ku Klux Kan em 24 de dezembro de 1865.

## Demografia
Segundo o censo norte-americano de 2000, a sua população era de 7871 habitantes.
Em 2006, foi estimada uma população de 7875, um aumento de 4 (0.1%).

## Geografia
De acordo com o United States Census Bureau tem uma área de
17,0 km², dos quais 17,0 km² cobertos por terra e 0,0 km² cobertos por água. Pulaski localiza-se a aproximadamente 207 m acima do nível do mar.

## Localidades na vizinhança
O diagrama seguinte representa as localidades num raio de 28 km ao redor de Pulaski.